# Koempce
Koempce (lat. coemptio) byla starořímská forma občanského sňatku. Spočívala v tom, že muž symbolickou koupí (per aes et libram) zaplatil před svědky za manželku. Asi jako zbytek pradávné koupě nevěsty, byla coemptio místo náboženského, patriciům vyhrazeného aktu konfarreace (confarreatio) používána původně asi jen u plebejů a teprve později také u patriciů, když šlo o založení přísného manželství (manus), kterým byla žena podle práva zcela podrobena svému manželovi. Od konce republiky vyskytuje se vedle této coemptio matrimonii causa také coemptio fiduciaria jakožto právní jednání, které činí žena pouze za tím účelem, aby uskutečnila jen jednotlivý určitý, manželství samému cizí právní účinek, jako např. změnu svého poručníka (coemptio tutelae evitandae causa) nebo dosažení způsobilosti k učinění posledního pořízení (coemptio testamenti faciendi gratia). Coemptio fiduciaria mohla být uzavřena i s jiným, než jen s manželem, ale vznikala z toho manus jen na oko. Coemptio vymizela již před Justiniánem.